# Mette Cornelius
Mette Cornelius (født 12. juni 1981) er studievært for Superligaen på Canal 9. Hun har tidligere været journalist og producer på P3-programmet Sport på 3’eren og vært på TV3 for Onside, hvor hun var ansat fra 2007, til hun i 2010 skiftede til Canal 9. I dag er Mette Cornelius både vært for Superligaen og på landskampene for Discovery Networks. Hun har også været med til at dække OL for Discovery som studievært. 
Privat blev hun i 2010 gift med Jes Mortensen, og sammen har parret en søn og en datter.